# شین هیکه‌مونوگاتاری
شین هِی‌کِه‌مونوگاتاری (ژاپنی: 新・平家物語؛انگلیسی: Shin Heike Monogatari) یا قصه‌های جدید تایراکلان  فیلمی به کارگردانی کنجی میزوگوچی است که سال ۱۹۵۵ اکران شد. از بازیگران آن می‌توان به ایچیکاوا رایزو، یوشیکو کوگا و ساوامورا کونیتارو اشاره کرد.

## خلاصه داستان
ژاپن فئودالی، قرن دوازدهم. اشراف در حال انحطاط و طایفه‌های در حال رشد سامورایی درگیر نبردی سخت می‌شوند. نزاع زمانی به اوج می رسد که تاداموری (ایچی‌جیرو اویا)، رهبر قبیلهٔ سامورایی، پس از سرکوب یک قیام، توسط اشراف نادیده گرفته می‌شود. اشراف به دنبال این هستند که طبقهٔ سامورایی را مطیع نگه دارند اما پسر تاداموری، کیوموری (ایچیکاوا رایزو)، ...